# (9086) 1995 SA3
1995 أس أي 3 (ويعرف أيضًا باسم (9086) 1995 أس أي 3 وفق تسمية الكوكب الصغير) (بالإنجليزية: 1995 SA3)‏ هو كويكب ضمن حزام الكويكبات؛ وترتيبه 9086 من حيث الاكتشاف.
اكتُشف هذا الجُرم الفلكي بواسطة هيروشي كانيدا في 20 سبتمبر 1995.

## وصلات خارجية
- (9086) 1995 SA3 في قاعدة بيانات مختبر الدفع النفاث لأجرام النظام الشمسي الصغيرة

- الاكتشاف · مخطط المدار ·  العناصر المدارية · المعلمات المادية

- (9086) 1995 SA3 على موقع ويكي سكاي: DSS2, SDSS, GALEX, IRAS, Hydrogen α, X-Ray, Astrophoto, Sky Map, Articles and images